# Dieter Rickert
Dieter Rickert (* 20. April 1940 in Bad Oldesloe) ist ein deutscher Executive Search-Berater („Headhunter“). In einem Artikel im Manager magazin bezeichnete ihn der Journalist Andreas Nölting als den „wohl einflussreichsten Personalberater des Landes“. Dieter Rickert vermittelt Topmanager an Unternehmen. Mehr als die Hälfte der 100 größten deutschen Unternehmen zählen oder zählten nach Angaben der Firma zu Rickerts Kunden.

## Leben
Dieter Rickert war in den 1970er Jahren unter anderem vier Jahre in der Geschäftsführung des Bundesverbands der Deutschen Industrie. Ursprünglich wollte er Journalist werden. Seit 1977 ist Rickert als Personalberater tätig. Seine Firma heißt Büro Rickert und sitzt in München. Dieter Rickert lernte das Geschäft des „Headhunting“ Ende der 1970er Jahre bei James T. Fulghum in Zürich, einem der Gründerväter der Headhunting-Branche in Europa. Ende 2021 hat Dieter Rickert bekannt gegeben, dass er in den Ruhestand geht.

## Initiative „Klarheit in die Politik“
Dieter Rickert rief die Initiative „Klarheit in die Politik“ ins Leben, die mit einer Öffentlichkeitskampagne das Land „wachrütteln“ wollte. Die Kampagne sollte pro Jahr rund 100 Millionen Euro kosten und sich durch Spenden an eine Stiftung finanzieren. Die Initiative wurde am 19. Juli 2003 gegründet, als Dieter Rickert 450 Unternehmer und Wissenschaftler nach München eingeladen hatte. 100 Personen kamen zu dem Treffen. Die Idee einer Stiftungsgründung wurde im Jahr 2004 aufgrund des hohen Aufwands aufgegeben. Für das Stiftungspräsidium wollten sich Juergen B. Donges, Paul Kirchhof, Hans Tietmeyer und Werner Weidenfeld zur Verfügung stellen. Den Anhängern der Stiftungsidee empfahl Dieter Rickert die finanzielle Unterstützung der Initiative Neue Soziale Marktwirtschaft (INSM), mit der die Initiative „Klarheit in die Politik“ kooperieren wollte. Dieter Rickert gehört zu den Gründungsmitgliedern des Fördervereins der INSM.